# صخرة هيباتيا
صخرة هيباتيا صخرة فضائية فيها جزيئات ألماس وجدها علي أحمد بركات سنة 1996 في منطقة تتميز بانتشار الزجاج الصحراوي الليبي.

## تعريف

### زمان و مكان الاكتشاف
يعتقد أنه أول عينه من نواة مذنب. أُكتشفت صخرة هيباتيا في 1996 من قبل علي أحمد بركات -إحداثياث
25°20′N 25°30′E / 25.333°N 25.500°E- في المنطقة تتميز بالزجاج الصحراوي الليبي .وتمت تسميه الصخر عل هيباتيا، عالمة رياضيات من الإسكندرية.

### مكوناته و خاصياته
خضعت الصخرة للتحليل في جنوب أفريقيا حيث عثر تحت المجهر على ألماس أصله من خارج كوكب الأرض، يعتقد أنه هو أصل تكون الزجاج الصحراوي الليبي، حيث سقطت الصخرة على كوكب الأرض قبل 28 مليون سنة على حسب التقديرات ويحتوي على تركيبة كيميائية غير اعتيادية ولربما يكون جزء من المواد التي يرجع تكونها إلى ما قبل تكون النظام الشمسي.
وفي 2018 وجد جورجي بيليانين من جامعة جوهانسبيرغ مركبات تحتوي على حلقات من البنزين وكربونات السيليكون وفوسفيد النيكل وهو لم يثبث تواجده في النظام الشمسي من قبل، داعما بذلك فرضية تكون هذا الصخر قبل تكون النظام الشمسي، حيث أن في الصخرة تواجد لإشعاع السيليكون المميز للنجوم لا للكربون المميز للأرض والمريخ والزهرة.